# Флавиан I Константинополски
Флавиан е византийски теолог и Константинополски патриарх (447–449 година), обявен за светец и почитан под името Свети Флавиан Изповедник, архиепископ Цариградски. Чества се от Българската православна църква на 16 февруари. Съвременник е на византийския император Теодосий II (408 – 450) и сестра му и негова регентка Пулхерия (+ 453; паметта й се почита на 10 септември), както и на предводителя на хуните Атила.

## Биография
Отначало е презвитер в Съборната църква. Избран е за патриарх след смъртта на Свети Патриарх Прокл (+ 447; паметта му се почита на 20 ноември) и скоро свиква църковен събор, с цел осъждане на актуалните ереси, а най-вече - на евтихианството (разновидност на монофизитизма, наречена на името на основателя си, константинополския монах Евтихий). На този събор (Константинополски поместен събор от 448 г.), ересиархът е отлъчен от Църквата и лишен от архимандритския си сан. На това решение се противопоставя могъщ царедворец, известен като евнухът Хрисафий, който урежда свикването в град Ефес на нов църковен събор. В него е поканен да участва и да го председателства Диоскор, архиепископ на Александрия (станал по внушение на евнуха запален привърженик на Евтихий), който довежда със себе си и многобройна, оглавявана от архимандрит Варсум (Бар Саума), свита монаси-евтихианци, които с фанатизма и поведението си спечелват на събора името Разбойнически събор (наричан е и Латроциниум). На Разбойническия събор Евтихий и учението му са оправдани и обявени за православни, а за опозицията си срещу тях Евсевий от Дорилея, главният им противник след Флавиан - обвинен в несторианство. Свети Флавиан е нападнат заедно с последователите си, жестоко бит от хората на Бар Саума на заседанията на събора (твърди се, че в побоя над него е участвал и самият Диоскор), след което окован в тежки вериги и в значителна степен под заплахата от въоръжена разправа и с тях е осъден от участниците на събора на изгнание в Ефес. Умира 3 дни по-късно, на 11 август 449 година.
В резултат на интригите на Хрисафий, който заема мястото й на пръв съветник и попечител на Теодосий II, Пулхерия е отстранена от управлението, но се завръща след смъртта на брат си, жени се за военачалника Маркиан и постига възцаряването му, като византийски император. Те ликвидират евнуха, а на организирания по тяхна инициатива Четвърти Вселенски събор (451 г.), отношението към евтихианството и към монофизитизма изобщо е още веднъж преразгледано, като те пак са обявени за еретични. Флавиан на свой ред е реабилитиран, а мощите му са пренесени от Ефес в константинополския храм "Свети Апостоли".